# Longo Caminho da Morte
Longo Caminho da Morte é um filme brasileiro do gênero drama, filmado em 1972 com roteiro e direção de Júlio Calasso.
No elenco, Othon Bastos e Dionísio Azevedo. Recebeu o Prêmio de Melhor Argumento, da Associação Paulista de Críticos de Arte em 1974.

## Elenco[2]
- Othon Bastos ....Cel. Orestes
- Dionísio Azevedo ....Cel. Múcio
- Assunta Perez ....Dona Mariazinha
- Benê Silva ....Benedito
- Gésio Amadeu ....Zózimo
- Vivien Mar ....Pomba-Gira
- Ana Mauri ....Lazinha
- Ary Moreira ....Asmodeus
- Vicente Pelegrino ....Cel. Vicente
- Rosângela Pinheiro ....Irene
- Cecília Rosa Thumim ....Zina